# Riku Koskela
Riku Tapio Koskela, född 29 september 2000, är en finländsk sportskytt.

## Karriär
Vid EM 2024 i Osijek tog Koskela brons i lagtävlingen i 300 meter gevär 3 ställningar tillsammans med Sebastian Långström och Juho Autio. Individuellt slutade han på 11:e plats i samma gren.